# 李洹宇
李洹宇（1988年6月13日—），綽號小忍，臺灣MV導演、音樂創作人，台北人，碩士畢業於國立台北藝術大學。流行音樂x影像跨界工作者。曾獲得Myfone台灣大哥大行動創作獎，微電影首獎、音樂鈴聲組首獎，為該獎項創辦以來首例雙料得主。
2019年，與藝人好友陳零九合開Youtube頻道「零九小忍歷險記」，作密室逃脫、公仔開箱...等內容。
2020年，在台灣大哥大圓夢計畫4.0的支持下，執導首支音樂劇短片奇幻書店，並邀請到知名導演王小棣作為夢想導師。

## MV作品
2016年
- 《HOME》王詩安
- 《單身剛好》許仁杰
- 《苦澀模式》陳大天

2017年
- 《You Should Try》34bit feat.許仁杰、周定緯
- 《別讓愛情沈睡了》許仁杰
- 《失戀是生命的常態》許書豪
- 《寂寞無害》	張簡君偉
- 《很晚的晚安》孫盛希
- 《100次告白》JerryC feat.許書豪
- 《吻別》JerryC feat.劉明湘

2018年
- 《我是歌手》黃鴻升
- 《戒斷》劉明湘[5]
- 《坦克上的蝴蝶》蘇芮[6]
- 《就讓它漸漸死吧》許書豪
- 《如果重來》林育群
- 《謝謝你沒有很愛我》陳芳語
- 《Angel》劉明湘
- 《來手啤酒吧(誠品活動代言廣告)》許書豪

2019年
- 《之後》黃莉Luji
- 《寂寞弧度》黃莉Luji
- 《聽不見你》許書豪
- 《翅膀》張語噥
- 《但願人長久》許書豪  ft.徐若瑄
- 《月光下的影子》(第九分局 片尾曲)張語噥

2020年
- 《Please don't cry》閻奕格
- 《色彩》張語噥
- 《絕對發言》陳零九、邱鋒澤
- 《Somebody Like You》張語噥
- 《我們》 (腦波小姐 片尾曲)	張語噥
- 《你的Y先生》陳零九
- 《星星》陳零九
- 《最後的祝福》呂方ft.Alin

2021年
- 《眼淚不聽話》安婕希
- 《我們美好過》邱鋒澤、采子
- 《零距離》五堅情
- 《年青有為》邱鋒澤、呂爵安
- 《一表人才》呂爵安、邱鋒澤
- 《Ride On》五堅情
- 《最後一秒鐘》九澤CP
- 《冰山》邱鋒澤

2022年
- 《偷走你的心》九澤CP
- 《10000次》陳零九

2022年
- 《餘人節快樂》施語庭
- 《水火相容》九澤CP

2025年
- 《人生使用說明》連詩雅

## 短片作品
2020年
- 《奇幻書店》[7]

## 音樂作品
2014
- 《偷偷，愛》黃夏欣

2015
- 《愛的九月》彭永琛

2016
- 《Fire Flame》Spexial
- 《重新，愛》魏然
- 《番石榴》李維

2017
- 《我不寂寞我很好》大山
- 《You Should Try》34bits

2018
- 《看我看我》利菁
- 《貓理不理毛》魚乾
- 《矢量青春》BBT
- 《如果重來》林育群
- 《我知道》林欣甫、林依霖

2019
- 《多想為你唱歌》李佳歡
- 《想吃什麼就吃》李佳歡

2020
- 《有一種秘密》邱凱偉、閻奕格
- 《美麗的時刻》閻奕格